# Pitchaya Stadium
Das Pitchaya Stadium (Thai พิชญ สเตเดียม) ist ein reines Fußballstadion in Nong Bua Lamphu in der Provinz Nong Bua Lamphu.
Die Sportstätte wird hauptsächlich für Fußballspiele genutzt und ist das Heimstadion vom thailändischen Erstligisten Nongbua Pitchaya Football Club. Das Stadion hat eine Kapazität von 6000 Personen. Eigentümer und Betreiber des Stadions ist der Erstligist Nongbua Pitchaya FC.
Das Stadion wurde am 25. Oktober 2021 mit dem Zweitligaspiel gegen den Chainat Hornbill FC eröffnet. Die Baukosten betrugen ca. 50 Millionen Baht.

## Nutzer des Stadions
| Verein              | Zeitraum der Nutzung |
| ------------------- | -------------------- |
| Nongbua Pitchaya FC | 2020 bis heute       |